# 新界區專線小巴52K線
新界專線小巴52K線是由德啟投資營運的一條新界北區專線小巴線，來往粉嶺站及坪輋昇平村，經聯和墟、沙頭角公路及坪輋路。
原本此路線目的是輔助九巴79K，但前者本身班次疏落（假日班次更疏），而本線班次遠比九巴頻密，備受村民歡迎，結果愈做愈大，搶走不少原有九巴的乘客。
此路線設有其分支路線52B，同樣由德啟投資營運，來往粉嶺站及鶴藪，途經軍地、流水响。
本線及52B途經北區不少展覽文物熱點及郊遊景點，假日亦有不少遊人特意前往遊玩（詳見「本路線可到達的景點」的章節）。

## 歷史
- 1984年2月1日：運輸署公開招標11組共20條專綫小巴新路線，此線為其中之一。同年(日期待查)52K線投入服務[1]。
- 1986年7月：增設來往粉嶺火車站及龍躍頭的特別班次。
- 1987年2月21日：增設來往粉嶺火車站及鶴藪的特別班次。
- 不遲於1987年中：增設來往粉嶺火車站及虎地排／軍地（北）的特別班次。
- 1988年1月29日：往龍躍頭的特別班次獲獨立編號為54K。
- 約1990年：增設來往粉嶺火車站及聯和墟的區間線。
- 約1995年：增設來往粉嶺火車站及小坑村的特別班次；同年來往粉嶺火車站及聯和墟的區間線獲獨立編號為52A。
- 2005年2月：往鶴藪的特別班次獲獨立編號為52B。
- 2011年2月1日：試辦來往粉嶺站至坪洋的特別班次，以彌補公共小巴上水至坪洋線服務時間以外(即07:00前及19:00後)，坪洋村一帶的公共交通服務之不足[2]。
- 2019年5月26日：52B線往鶴藪方向不繞經聯和墟。[3]

## 服務時間及班次

### 常規班次
52K
- 由粉嶺站開：06:00-00:30（客滿即開）
- 由坪輋開：04:00、05:00-00:00（5-10分鐘）

52B
| 日期             | 由粉嶺站開出 | 由鶴藪開出  | 班次 (分鐘) |
| ---------------- | ------------ | ----------- | ----------- |
| 星期一至六       | 06:00-20:20  | 05:50-20:30 | 15-20       |
| 星期日及公眾假期 | 06:00-20:20  | 05:50-20:30 | 8-20        |

### 特別班次
52K來往軍地北的特別班次
- 每日06:30-08:45提供服務，每25-30分鐘一班車

52K來往坪洋的特別班次
- 每日早上坪洋開3班車：06:15、06:30、06:45
- 每晚由粉嶺站開5班車：20:15、20:45、21:15、21:45、22:15

52K特快班次
- 星期一至五，粉嶺站開4班車：07:30、07:50、08:10、08:30
- 星期六、日及公眾假期不提供服務

## 行車路線
52K

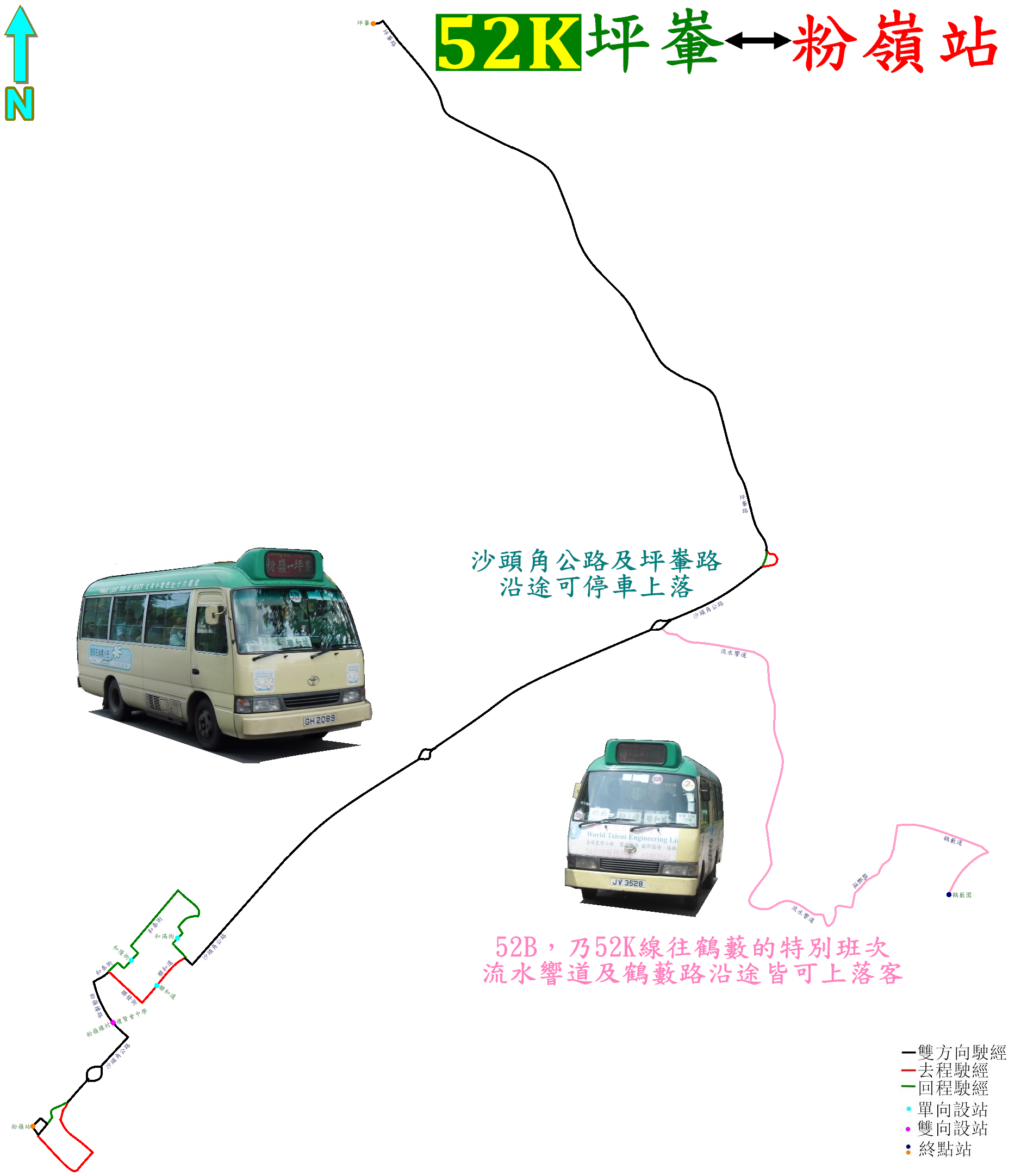
52系列路線的走線圖

- 坪輋方向，駛經：粉嶺車站路、沙頭角公路–龍躍頭段、粉嶺樓路、和泰街、聯興街、和隆街、聯盛街、和泰街、和滿街、聯安街、沙頭角公路–龍躍頭段、沙頭角公路–馬尾下段、坪輋路及坪原路、大埔田及山雞乙通路
- 粉嶺站方向，駛經：坪原路、大埔田及山雞乙通路、坪輋路、沙頭角公路–馬尾下段、沙頭角公路–龍躍頭段、聯安街、聯和道、聯發街、和泰街、粉嶺樓路、沙頭角公路 – 龍躍頭段、新運路及粉嶺車站路

綠字道路表示只適用於來往坪洋特別班次；而啡色字道路表示只適用於來往山雞乙特別班次
52B
- 鶴藪方向，駛經：粉嶺車站路、沙頭角公路 – 龍躍頭段、粉嶺樓路、和泰街、聯興街、和隆街、聯盛街、和泰街、和滿街、聯安街、沙頭角公路 – 龍躍頭段、流水響道、鶴藪路及鶴藪圍通道
- 粉嶺站方向，駛經：鶴藪圍通道、鶴藪路、流水響道、沙頭角公路 – 龍躍頭段、聯安街、聯和道、聯發街、和泰街、粉嶺樓路、沙頭角公路 – 龍躍頭段、新運路及粉嶺車站路

上述2線中，綠色字為鄉郊路段，不影響行車安全時沿途皆可上落客。

## 收費
52K線
- 全程收費：$6.3(常規)/$5.9(軍地北特別班次)/$7.1(坪洋特別班次)
  - 粉嶺鐵路站往來聯和墟：$3.6
  - 聯和墟往來坪輋：$5.3

52B線
- 全程收費：$6.3
  - 粉嶺鐵路站往來聯和墟：$3.6
  - 聯和墟往來軍地：$$5.3

（上述兩線所有車輛均接受八達通卡付款；上車及下車均可付款，不設找續，繳付短程分段收費須通知車長調校八達通機。）

## 本路線可到達的景點
民眾可搭乘52系列路線到以下景點參觀：
52K
- 雲泉仙館[4]
- 坪源天后古廟
- 龍躍頭文物徑(建議乘搭新界專線小巴54K直達龍躍頭文物徑)

52B
- 鶴藪水塘[5]
- 鶴藪排郊遊徑[6]
- 流水響水塘[7]
- 綠田園
- 衛奕信徑第9段(九龍坑山至八仙嶺段)

## 外部連結
1. 巴士資訊網 （页面存档备份，存于）
2. 巴士資訊網 （页面存档备份，存于）
3. 新界區專線小巴路線第52K號 （页面存档备份，存于）
4. 新界區專線小巴路線第52B號 （页面存档备份，存于）